# Aleksandr Babajew
Aleksandr Iwanowicz Babajew (ros.) Алекса́ндр Ива́нович Баба́ев (ur. 6 września 1923 w Kałudze, zm. 22 maja 1985 w Leningradzie) – radziecki generał pułkownik lotnictwa, Bohater Związku Radzieckiego (1978), dowódca 16 Armii Powietrznej (1973–1978), deputowany do Rady Najwyższej ZSRR 9. kadencji.
Pochodził z rodziny robotniczej, od 1930 mieszkał w Woroneżu. W 1940 wstąpił do Armii Czerwonej, w 1941 skończył szkołę lotniczą w Krasnodarze. 1941–1942 pilot w pułkach lotniczych, od kwietnia 1942 walczył z Niemcami na froncie leningradzkim i karelskim jako zastępca dowódcy eskadry 196 pułku myśliwskiego. Do końca wojny wykonał 260 lotów bojowych, wziął udział w 48 bitwach powietrznych i zestrzelił 9 samolotów wroga. W 1947 ukończył wyższy oficerski kurs taktyczny, a w 1958 Akademię Sztabu Generalnego. 1963-1965 zastępca dowódcy ds. szkolenia bojowego, a 1965–1967 I zastępca dowódcy 24 Armii Powietrznej. 1967–1968 zastępca dowódcy 26 Armii Powietrznej, 1968–1973 i ponownie 1978-1980 dowódca 76 Armii Powietrznej, a 1973–1978 16 Armii Powietrznej. 1980–1985 dowódca Sił Powietrznych Leningradzkiego Okręgu Wojskowego. Był deputowanym do Rady Najwyższej ZSRR 9. kadencji.

## Odznaczenia
- Złota Gwiazda Bohatera ZSRR (21 lutego 1978)
- Order Lenina (dwukrotnie)
- Order Czerwonego Sztandaru (pięciokrotnie)
- Order Wojny Ojczyźnianej I stopnia (dwukrotnie)
- Order Czerwonej Gwiazdy (czterokrotnie)
- Order „Za służbę Ojczyźnie w Siłach Zbrojnych ZSRR” III stopnia
- Medal „Za zasługi bojowe”
- Medal „Za obronę Leningradu”
- Medal „Za zwycięstwo nad Niemcami w Wielkiej Wojnie Ojczyźnianej 1941–1945”
- Medal „Za obronę Radzieckiego Obszaru Podbiegunowego”
- Medal jubileuszowy „Dwudziestolecia zwycięstwa w Wielkiej Wojnie Ojczyźnianej 1941–1945”
- Medal jubileuszowy „Trzydziestolecia zwycięstwa w Wielkiej Wojnie Ojczyźnianej 1941–1945”
- Medal jubileuszowy „Czterdziestolecia zwycięstwa w Wielkiej Wojnie Ojczyźnianej 1941–1945”
- Medal „Weteran Sił Zbrojnych ZSRR”
- Medal jubileuszowy „30 lat Armii Radzieckiej i Floty”
- Medal jubileuszowy „40 lat Sił Zbrojnych ZSRR”
- Medal jubileuszowy „50 lat Sił Zbrojnych ZSRR”
- Medal jubileuszowy „60 lat Sił Zbrojnych ZSRR”
- Medal Medal jubileuszowy „W upamiętnieniu 100-lecia urodzin Władimira Iljicza Lenina”
- Medal 250-lecia Leningradu
- Medal za Wybitne Zasługi I stopnia
- Medal za Wybitne Zasługi II stopnia

Odznaczenia zagraniczne.